# ヤヤ島

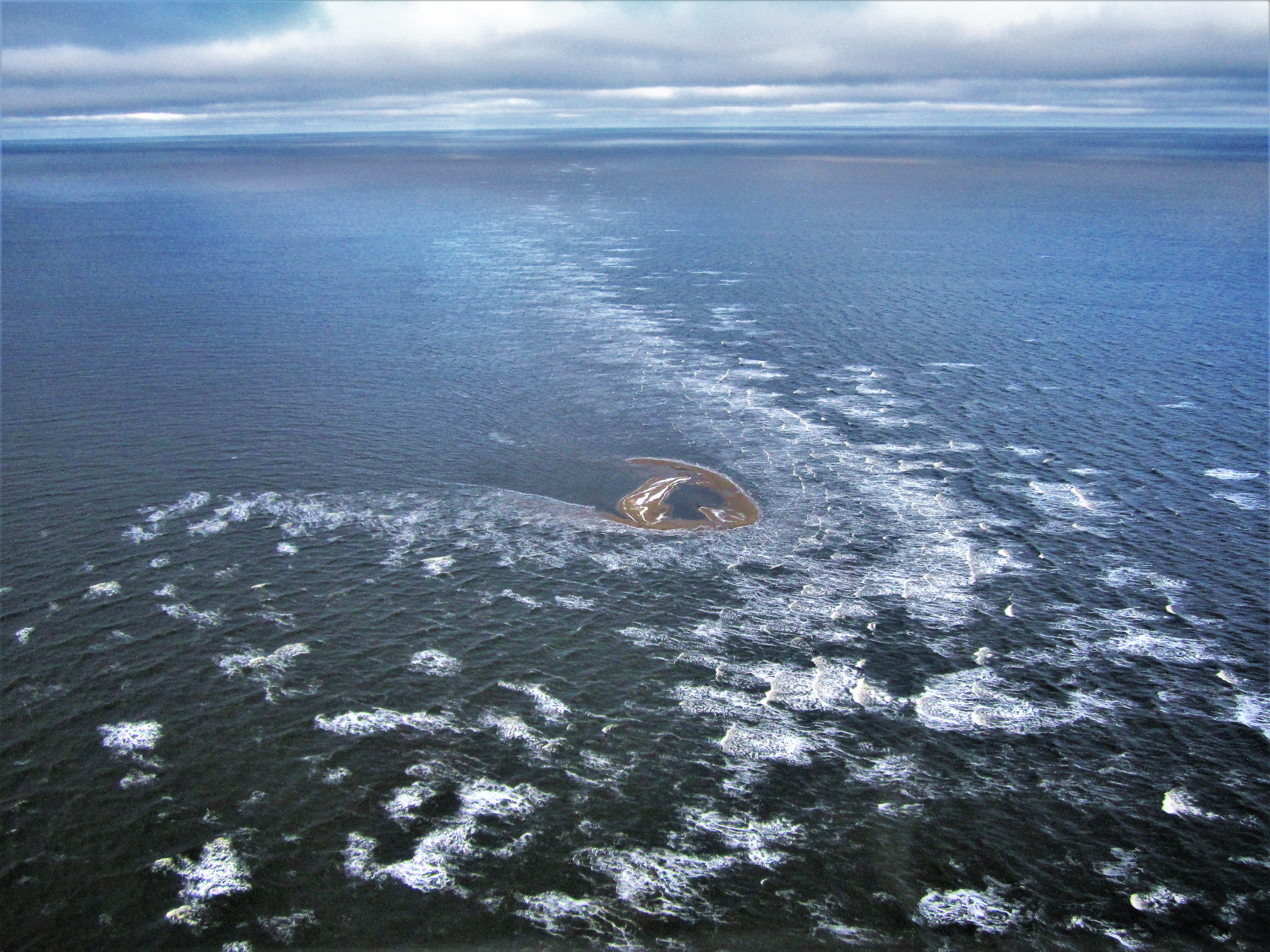
ヤヤ島の航空写真

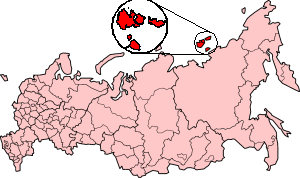
ロシアにおけるノヴォシビルスク諸島の位置

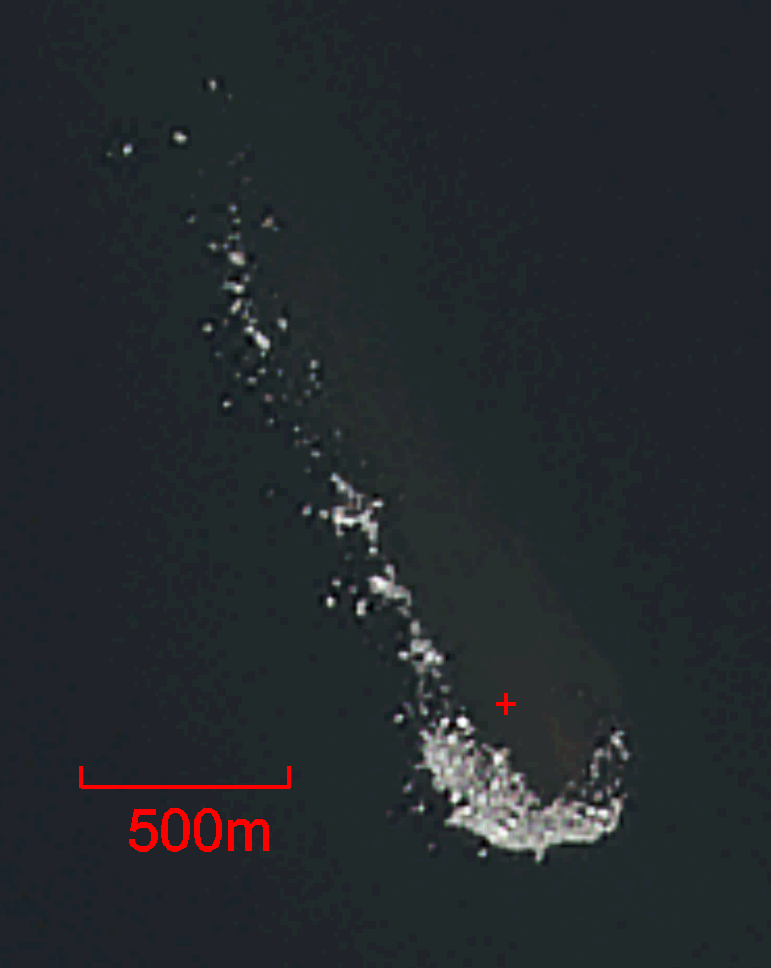
ヤヤ島近辺。浅瀬に海氷が堆積している。赤い十字の座標は。（観測衛星Sentinel-2より、2016年2月撮影）

ヤヤ島（ヤヤとう、英語: Yaya Island、ロシア語: Яя）はロシアで2014年に発見された砂礫からなる島嶼である。ラプテフ海に浮かぶノヴォシビルスク諸島に属し、長さ370メートル、幅125メートルほどの範囲に広がる。この島嶼の発見により、ロシアの排他的経済水域は452平方キロメートル増加した。

## 発見
ヤヤ島は、20世紀半ばまでにその場所に存在していた氷島が溶けたことで姿を表したと考えられている。2014年9月、コテリヌイ島の軍事基地に建築資材を運ぶヘリコプターによって上空から発見された。同年11月、調査船が再訪しその存在を公式に認めた。ヤヤ島の「ヤ」（я）はロシア語で「私」を意味し、ヘリコプターが新島を通りかかった際、クルー達が一同に「私が、私が発見したんだ！」と叫んだことからその名前がつけられている。